# 松崎蔵之助

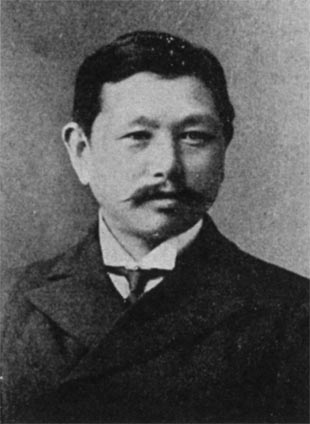
松崎蔵之助

松崎 蔵之助（まつざき くらのすけ、1866年2月1日（慶応元年12月16日） - 1919年（大正8年）11月12日）は明治時代から大正時代にかけての日本の経済学者。法学博士。

## 略歴
- 請西藩士の松崎圭輔の子として生まれる。東京府中学校では澤柳政太郎、狩野亨吉らと同期だった。大学予備門を経て、
- 1888年（明治21年）　帝国大学法科大学卒業、大学院入学
- 1892年（明治25年）　帝国大学農科大学助教授、東京専門学校（早稲田大学の前身）・海軍経理学校各講師
- 1896年（明治29年）　独仏留学を経て、農科・法科大学教授就任
- 1901年（明治34年）　台湾協会学校（拓殖大学の前身）学監就任（大正3年辞任）
- 1902年（明治35年）　東京帝大法科教授（財政学担当）東京高等商業学校（一橋大学の前身）校長に就任（明治40年まで）
- 1919年（大正08年）　東京帝大経済学部教授就任

帝国学士院賞受賞、他に日本銀行設立委員、東洋拓殖会社創立委員

## 人物
松崎は、国家主義的権力主義的な人であったが、逆に、門下生の柳田国男・高野岩三郎・河上肇は、3人とも自由主義的民主主義的な学風を構築した。

## 栄典
- 1891年（明治24年）12月21日 - 正八位[2]
- 1906年（明治39年）6月30日 - 勲四等瑞宝章[3]
- 1910年（明治43年）
  - 5月21日 - 従四位[4]
  - 6月24日 - 勲三等瑞宝章[5]

## 関連文献
- 大内兵衛 「松崎博士の訃を悼む」（『国家学会雑誌』第33巻第12号、1919年12月）
  - 日本学士院編 『学問の山なみ 第二 : 物故会員追悼集』 日本学士院、1980年3月
- 「故法学博士 松崎蔵之助」（井関九郎監修 『大日本博士録 第壱巻 法学博士及薬学博士之部』 発展社、1921年1月）
- 吉田震太郎 「官学におけるドイツ財政学の輸入 : 松崎蔵之助」（佐藤進編 『日本の財政学 : その先駆者の群像』 ぎょうせい、1986年2月、ISBN 4324003416）
- 大淵利男 「松崎蔵之助における財政学の体系化について」（『政経研究』第25巻第1号、日本大学法学会、1988年3月、NAID 40002027677）
  - 「松崎蔵之助における初期の財政思想について」（『法学紀要』第30巻、日本大学法学部法学研究所、1989年2月、NAID 40003457862）
- 「教育の実業的再編論とその限界 : 松崎蔵之助教授『文政危言』を中心に」（杉林隆著 『明治農政の展開と農業教育』 日本図書センター、1993年2月、ISBN 4820540556）